# Fagonia luntii
Fagonia luntii là một loài thực vật có hoa trong họ Zygophyllaceae. Loài này được Baker mô tả khoa học đầu tiên năm 1894.